# Brian Teacher
Brian David Teacher (ur. 23 grudnia 1954 w San Diego) – amerykański tenisista, zwycięzca Australian Open 1980 w grze pojedynczej.

## Kariera tenisowa
Teacher był zawodnikiem praworęcznym, o tendencji do gry ofensywnej – dobrze serwował i chętnie szukał rozwiązań wolejowych, dysponując przy siatce dużym zasięgiem ramion. Do słabszych stron jego tenisa należała ruchliwość na korcie, a ciągłość kariery zakłócały liczne kontuzje. Pierwsze sukcesy odnosił w kategoriach juniorskich i amatorskich, zdobył m.in. mistrzostwo kraju do lat 18 w 1972 oraz cztery tytuły All American w latach 1973–1976 (w czasie studiów ekonomicznych na Uniwersytecie Kalifornijskim w Los Angeles). W 1974 wygrał również konkurencje tenisowe – grę pojedynczą i podwójną – w turnieju akademickim zachodniego wybrzeża USA Pacific-8, a w latach 1975–1976 wchodził w skład reprezentacji uczelnianej, która sięgała po akademickie mistrzostwo kraju.
W 1973 dołączył do grona tenisistów zawodowych. Pierwszy turniej w profesjonalnej karierze wygrał w 1977 w Jackson, w 1979 wygrał pierwszą imprezę zaliczaną do cyklu Grand Prix – w Newport. W grudniu 1980 i styczniu 1981 dość niespodziewanie sięgnął po swoje jedyne wielkoszlemowe zwycięstwo – w Australian Open pokonał m.in. rodaka Tima Mayotte, a od ćwierćfinału kolejno trzech reprezentantów gospodarzy – Paula McNamee, Petera McNamarę i wreszcie Kima Warwicka. Turniej australijski przeżywał w tym okresie pewien kryzys i był często omijany przez najlepszych graczy, niemniej jednak nie stracił swojego wielkoszlemowego charakteru. Teacher osiągnął jeszcze ćwierćfinały Australian Open 1982 (odpadł po pięciu setach z Hankiem Pfisterem) i Wimbledonu 1982 (pokonał m.in. Matsa Wilandera, odpadł z Mayotte).
Wygrał łącznie osiem turniejów w grze pojedynczej. Sezon 1980 zakończył jako 12. zawodnik na świecie, rok później został sklasyfikowany cztery miejsca niżej, a w rankingu kroczącym najwyższą pozycję zajmował w październiku 1981 – nr 7. Był również dobrym deblistą, wygrał łącznie szesnaście turniejów w grze podwójnej. Był w półfinałach debla na Wimbledonie 1977 i US Open 1977 oraz ćwierćfinale Wimbledonu 1979 (za każdym razem z Bobem Carmichaelem). Jego zarobki zawodowe, obejmujące grę pojedynczą i podwójną, wyniosły niespełna półtora miliona dolarów. Nie zagrał natomiast ani razu w reprezentacji USA w Pucharze Davisa.
Żonaty, ma dwie córki (Noel i Kelly). W 2001 jego nazwisko wpisano do Intercollegiate Hall of Fame, zrzeszającej wyróżniających się zawodników amerykańskich rozgrywek tenisowych na poziomie uczelnianym.

### Zwycięstwa turniejowe
- gra pojedyncza
  - 1977 Jackson
  - 1978 Tajpej
  - 1979 Newport
  - 1980 Australian Open
  - 1981 Columbus
  - 1983 Dortmund, Monachium, Columbus
- gra podwójna
  - 1976 Columbus (z Williamem Brownem)
  - 1978 Manila (z Sherwoodem Stewartem)
  - 1980 Cincinnati, Canadian Open, Tajpej (wszystkie z Bruce Mansonem), Bangkok, Waszyngton (oba z Ferdi Tayganem), Los Angeles (z Butchem Waltsem)
  - 1981 Londyn (Queen's Club, z Patem Dupre), Columbus, La Quinta (oba z Bruce Mansonem), Frankfurt (z Butchem Waltsem)
  - 1982 San Francisco (z Fritzem Buehningiem), Stuttgart (z Markiem Edmondsonem)
  - 1983 Columbus (ze Scottem Davisem), Johannesburg (ze Steve Meisterem)

### Finały turniejowe
- gra pojedyncza
  - 1976 Newport
  - 1977 Adelajda, Sydney
  - 1978 Tokio
  - 1980 Bangkok, Hongkong, Los Angeles, Sydney, Tajpej
  - 1981 San Francisco
  - 1982 Maui
  - 1983 Dallas
  - 1984 Bristol, Gstaad
  - 1985 Livingston
- gra podwójna
  - 1978 Miami (z Bobem Carmichaelem)
  - 1979 Stuttgart, Waszyngton (oba z Bobem Carmichaelem)
  - 1980 Hongkong (z Bruce Mansonem), Rotterdam (z Billem Scanlonem)
  - 1982 Los Angeles (z Bruce Mansonem)
  - 1983 Richmond (z Fritzem Buehningiem)